# Lambach (Ausztria)
Lambach osztrák mezőváros Felső-Ausztria Welsvidéki járásában. 2021 januárjában 3583 lakosa volt. Lambach 1056-ban alapított bencés apátságáról ismert.  

## Elhelyezkedése

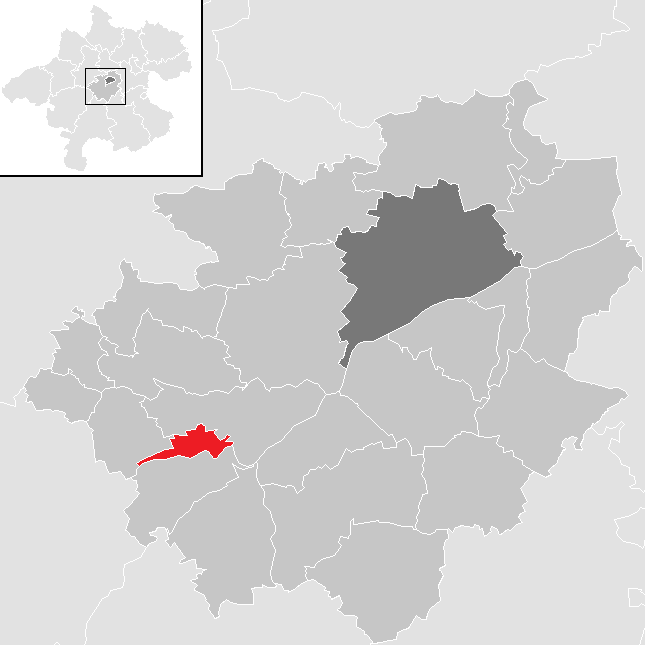
Lambach a Welsvidéki járásban

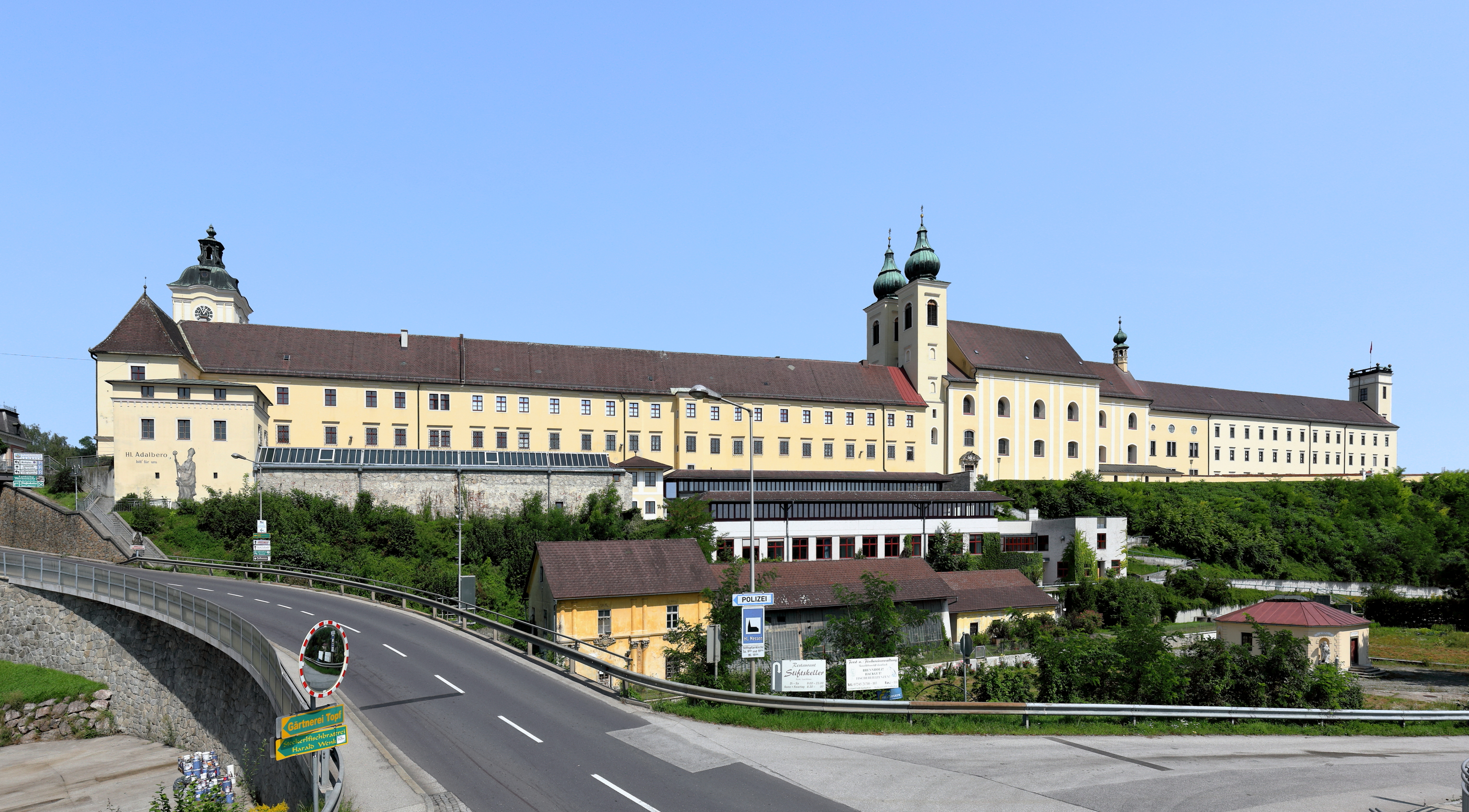
A lanbachi apátság

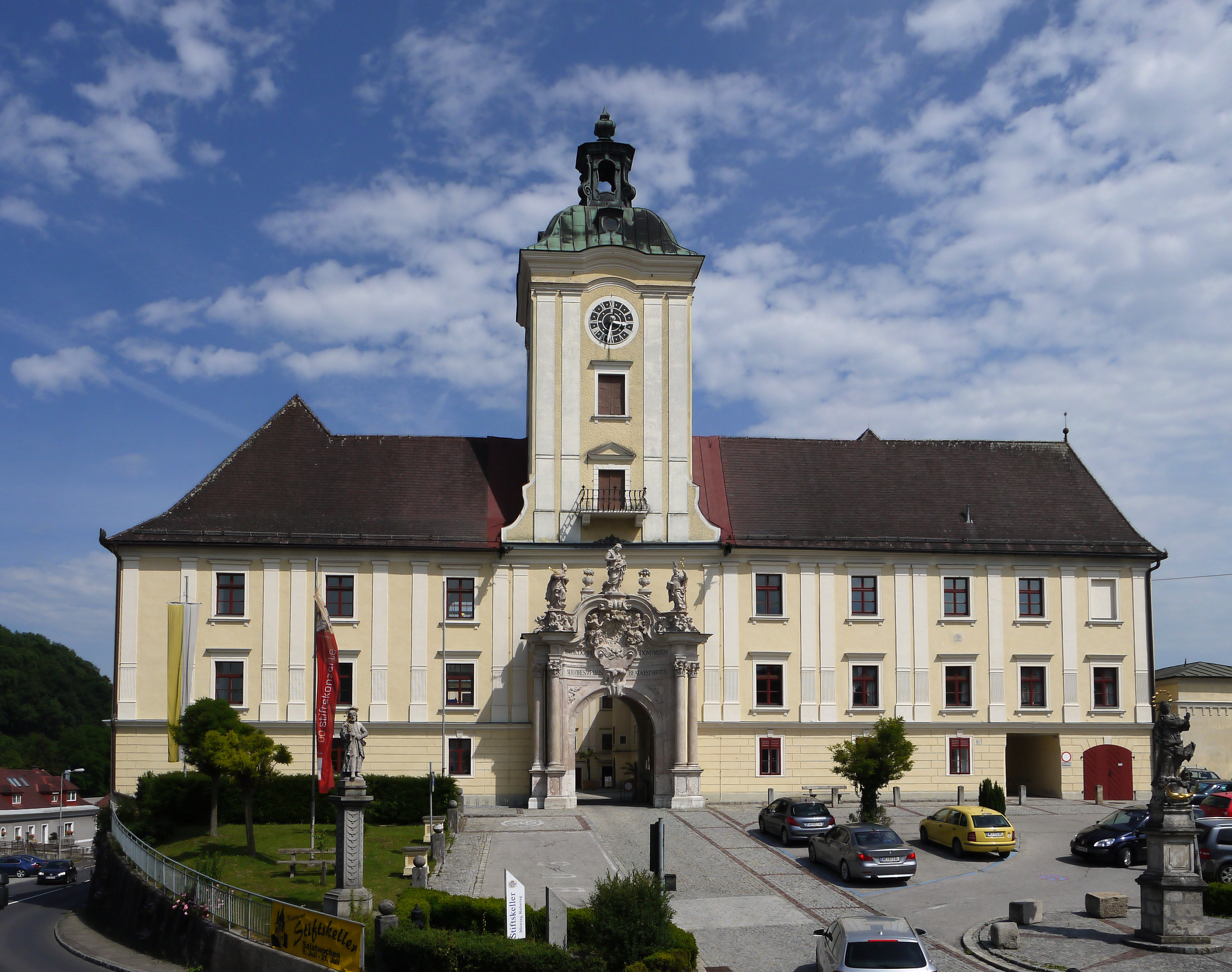
Az apátság főkapuja

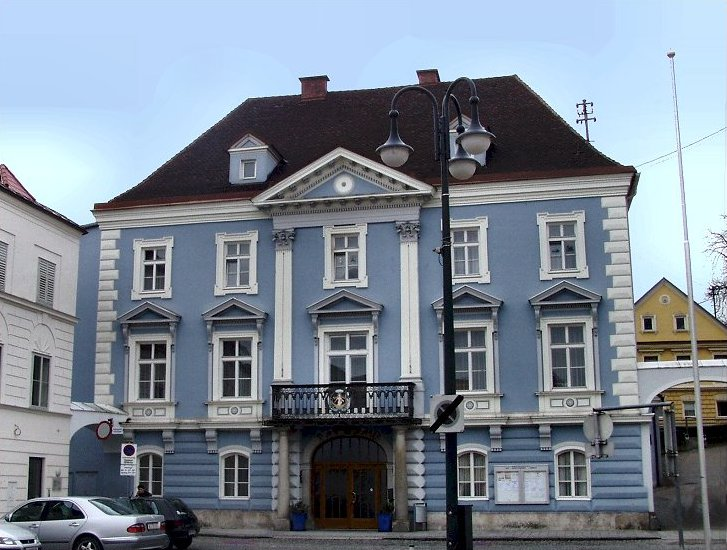
A városháza

Lambach a tartomány Hausruckviertel régiójában fekszik a Traun és az Ager folyók találkozásánál. Területének 11,5%-a erdő, 36,4% áll mezőgazdasági művelés alatt. Az önkormányzat 4 települést és településrészt egyesít: Fischerau (11 lakos 2020-ban), Lambach (3416), Schußstatt (87) és Ziegelstadl (69). 
A környező önkormányzatok: északkeletre Edt bei Lambach, délre Stadl-Paura, nyugatra Neukirchen bei Lambach.

## Története
1056-ban Adalbero von Wels-Lambach würzburgi püspök, nemzetségének utolsó férfitagja, bencés apátságot alapított családi székhelyén. Egyházmegyéjében számos reformot indított el, több kolostort alapított. A lambachi apátsági templomot 1089-ben szentelte fel barátjával, Altmann passaui püspökkel együtt. Mikor az invesztitúraharc során a pápa pártját fogta, a elűzték Würzburgból és Lambachban talált menedéket. 1090-es halála után az apátságban temették el, sírja az évszázadok során számos zarándokot vonzott. 1883-ban XIII. Leó pápa szentté avatta. A középkor során a kolostor művészi könyvmásolóműhelyéről volt ismert. A 12. századig a régió a Bajor Hercegséghez tartozott, azután viszont átkerült az Osztrák Hercegséghez. 1365-ben IV. Rudolf főherceg mezővárosi jogokat adományozott a kolostor melletti településnek. Az apátságot és templomát a barokk korszakban teljesen átépítették, kibővítették. 
Adolf Hitler családja 1897-ben egy rövid időre Lambachba költözött és ő itt végezte a második és harmadik osztályt. Miután a Német Birodalom 1938-ban annektálta Ausztriát, Lambachot az Oberdonau reichsgauba sorolták be. 1941-ben a nemzetiszocialista kormányzat felszámolta a kolostort, épületeibe a Nemzetpolitikai Nevelési Intézet (Napola) iskolája költözött. A második világháború után a szerzetesek visszakapták az apátságot, a mezőváros pedig visszakerült Felső-Ausztriához. 1946-ban az amerikai megszálló hatóságok egy Coca-Cola üzemet állítottak fel Lambachban, de termékeit sokáig csak amerikai katonáknak és állampolgároknak árusították. 

## Lakosság
A lambachi önkormányzat területén 2021 januárjában 3586 fő élt. A lakosságszám 2001 óta gyarapodó tendenciát mutat. 2018-ban az ittlakók 78,2%-a volt osztrák állampolgár; a külföldiek közül 2,1% a régi (2004 előtti), 8,5% az új EU-tagállamokból érkezett. 8,4% a volt Jugoszlávia (Szlovénia és Horvátország nélkül) vagy Törökország, 2,9% egyéb országok polgára volt. 2001-ben a lakosok 75,1%-a római katolikusnak, 3,3% evangélikusnak, 1,9% ortodoxnak, 9% mohamedánnak, 8,8% pedig felekezeten kívülinek vallotta magát. Ugyanekkor 9 magyar élt a mezővárosban; a legnagyobb nemzetiségi csoportokat a németeken (87,3%) kívül a szerbek (3,5%), a horvátok (2%) és a törökök (1,8%) alkották. 
A népesség változása:

| 2016 | 3 378 |
| 2018 | 3 435 |

## Látnivalók

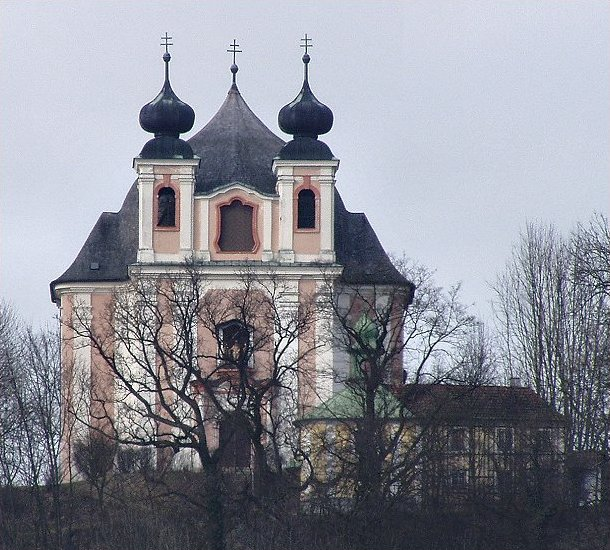
A kálváriahegyi templom

- a lambachi apátság látványos barokk épületeivel (mint a könyvtár, az ambulatórium vagy a nyári refektórium) és az ország legrégbbi, 1770-es színházával.
- az apátsági templomban láthatók a délnémet régió legrégebbi románkori freskói. A barokk templomot Filiberto Lucchese, főoltárát Antonio Beduzzi tervezte.
- az 1722-ben épült barokk kálváriahegyi templom.
- az 1717-es Szűz Mária-kápolna
- a temetői Szt. János-templom
- A belvárosban számos 18-19. századi műemlék épület látható, többek között a városháza, amelynek kerítését napóleoni háborúk-korabeli puskacsövekből készítették

## Testvértelepülések
- Reichenschwand (Németország)

## Fordítás
- Ez a szócikk részben vagy egészben  a   Lambach című német Wikipédia-szócikk ezen változatának fordításán alapul.  Az eredeti cikk szerkesztőit annak laptörténete sorolja fel. Ez a jelzés csupán a megfogalmazás eredetét és a szerzői jogokat jelzi, nem szolgál a cikkben szereplő információk forrásmegjelöléseként.